# Helicochetus electricus
Helicochetus electricus är en mångfotingart som beskrevs av Kraus 1958. Helicochetus electricus ingår i släktet Helicochetus och familjen Odontopygidae. Inga underarter finns listade i Catalogue of Life.